# Ostichthys ovaloculus
Ostichthys ovaloculus là một loài cá biển thuộc chi Ostichthys trong họ Cá sơn đá. Loài này được mô tả lần đầu tiên vào năm 1988.

## Từ nguyên
Từ định danh ovaloculus được ghép bởi hai âm tiết trong tiếng Latinh: ovalis ("có hình trứng") và oculus ("mắt"), hàm ý đề cập đến hình dạng đặc biệt của mắt (hình bầu dục hoặc hình elip) của loài cá này.

## Phân bố
O. ovaloculus hiện chỉ được ghi nhận tại đảo Tahiti (Polynésie thuộc Pháp). Loài này được tìm thấy ở vùng nước có độ sâu khoảng 300 m.

## Mô tả
Chiều dài cơ thể lớn nhất được ghi nhận ở O. ovaloculus là 21,1 cm. Thân có màu đỏ tươi.
Số gai ở vây lưng: 11 (khác so với 12 ở hầu hết các loài Ostichthys trừ Ostichthys delta); Số tia vây ở vây lưng: 16; Số tia vây ở vây ngực: 15; Số gai ở vây bụng: 1; Số tia vây ở vây bụng: 7; Số vảy đường bên: 38.